# Malleeschwatzvogel
|  | Dieser Artikel wurde aufgrund von formalen oder inhaltlichen Mängeln in der Qualitätssicherung Biologie im Abschnitt „Vögel“ zur Verbesserung eingetragen. Dies geschieht, um die Qualität der Biologie-Artikel auf ein akzeptables Niveau zu bringen. Bitte hilf mit, diesen Artikel zu verbessern! Artikel, die nicht signifikant verbessert werden, können gegebenenfalls gelöscht werden. Lies dazu auch die näheren Informationen in den Mindestanforderungen an Biologie-Artikel. Begründung: Voller Ungenauigkeiten und Widersprüche, vor allem im Abschnitt Gefährdung und Schutzmaßnahmen. |

Der Malleeschwatzvogel (Manorina melanotis) ist eine Vogelart aus der Familie der Honigfresser.

## Aussehen
Diese Art hat braungraues Gefieder. Der Schnabel ist leuchtend orange. Der Kopf und der Rücken sind deutlich dunkler gefärbt. Die Beine sind orange. Die Körperlänge ausgewachsener Exemplare beträgt 23–26 Zentimeter.

## Verbreitung und Lebensraum

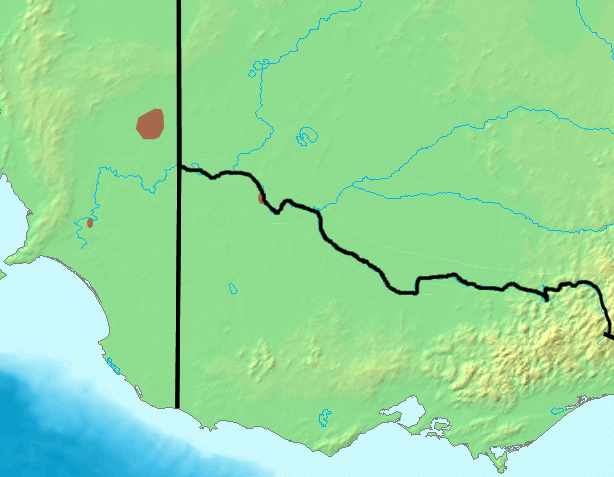
Verbreitungskarte des Malleeschwatzvogel

Malleeschwatzvögel kommen nur in der Murray Mallee in New South Wales, South Australia und Victoria vor. Sie bewohnen die dichten Eukalyptuswälder mit großen Bäumen.

## Lebensweise
Der Malleeschwatzvogel ernährt sich von Insekten, deren Larven und Nektar. Das Höchstalter beträgt sieben Jahre.

## Fortpflanzung
Eine Brutkolonie besteht aus nur zwei Nestern. Es werden nur 2–4 weiße bis isabellfarbene, mit braunen Punkten versehene Eier gelegt. Das napfförmige Nest wird in Büschen oder Bäumen angelegt. Die Brutdauer beträgt bis zu 127 Tage, danach verbleiben die Jungen bis zu 16 Tage im Nest. Das Brutverhalten ist unter Vögel besonders, weil nur ein bis 2 Paare in einer Kolonie von ca. 20 Tieren brüten. Die anderen Exemplare helfen bei der Fütterung der Jungen mit.

## Gefährdung und Schutzmaßnahmen
Die Hauptbedrohung ist die natürliche Kreuzung mit dem Gelbstirn-Schwatzvogel bei der fruchtbare Nachkommen hervorgehen. Die Gründe hierfür sind die Rodung der Wälder, Entwässerung, Begradigung der Flüsse seit dem Beginn des 20. Jahrhunderts und Dürren. Im Jahre 1995 waren nur noch 28 genetische reine Malleeschwatzvögel bekannt. Zwischen 1996 und 2002 entdeckte man weitere Exemplare. Es waren im Jahr 2011 nur 500 Exemplare dieser Art bekannt. Insgesamt waren 3758 genetische reine Individuen und 2255 Hybriden bekannt. Zu weiteren Gefahren zählen Buschfeuer. 1996 lief ein Nachtzuchtprojekt in Gefangenschaft für diese Art an. Im Jahre 2003 konnten im Bundesstaat Victoria Tiere daraus in die Wildnis entlassen werden. Zu weiteren Schutzmaßnahmen zählen die Überwachung des Bestands in der Wildnis und die Eindämmung von Buschfeuern.

## Systematik
Es war lange Zeit unklar, ob der Malleeschwatzvogel eine eigene Art ist. Untersuchungen der Mitochondrien-DNA haben dies bestätigt.